# A Night to Remember (álbum de Cyndi Lauper)
A Night to Remember é o terceiro álbum de estúdio da cantora americana Cyndi Lauper. Inicialmente, deveria ser lançado em 1988, com o nome Kindred Spirit, mas o lançamento ocorreu apenas em 1989, após as canções do projeto inicial serem retrabalhadas. 
O primeiro single, "I Drove All Night", atingiu o top 10 das paradas de sucesso. Três singles subsequentes foram lançados: "My First Night Without You", "Heading West" e "A Night to Remember", todos tiveram aparições nas paradas musicais.
A recepção dos críticos de música variou entre a mista e a desfavorável e a performance comercial foi inferior aos álbuns que o antecederam. Em entrevistas, Lauper costuma a ae referir ao álbum como A Night to Forget (Uma Noite para Esquecer, em português).

## Antecedente e produção
O título inicial seria Kindred Spirit, e seu lançamento estava previsto para outubro de 1988. Entre as canções estariam inclusas a faixa "Hole in My Heart (All the Way to China)", trilha sonora do filme Vibes, protagonizado por Lauper, mas quando essa música e o filme não tiveram sucesso, o projeto foi retrabalhado.
As faixas que foram selecionadas para Kindred Spirit eram dez, oito das quais apareceram na versão final do álbum, já intitulado como A Night to Remember, em 1989. As duas músicas removidas foram "Hole in My Heart", que só apareceria nas edições em CD japonesas de A Night to Remember, e "Don't Look Back", escrita por Lauper e John Turi, que ainda não foi lançada.
As canções "A Night to Remember", "Dancing With a Stranger" e "I Don't Want to Be Your Friend" foram adicionadas na seleção final, as demais faixas foram remixadas, entre 1988 e 1989. A canção "Unabbreviated Love", escrita por Lauper, Dusty Micale e Franke Previte, foi gravada mas só apareceu no lado B do single "My First Night Without You".
Sobre a produção, a cantora revelou ao jornal O Globo, em 2008, que: "Eu tive muitos problemas com a gravadora naquela época. Acredite, foi muito complexo! Eu não tive apoio de ninguém. Eu ficava enfurecida pois (os executivos) ficavam me fazendo aquelas perguntas estúpidas sobre meu jeito de ser (Cyndi engrossa a voz): "O que é isso que você está vestindo? Porque você não coloca um jeans e uma camiseta como todo mundo?". Eu fiquei um pouco perdida e entrei em conflito com aquele CD. O que é uma pena, pois sei que lá existem músicas ótimas como "Heading West" e "Unconditional Love"."
A arte final da capa foi tirada no cruzamento das ruas Plymouth e Pearl, a leste da Ponte de Manhattan, no Brooklyn, Nova York.
Susanna Hoffs da banda americana Bangles regravou "Unconditional Love" para seu álbum de estúdio When You're a Boy, de 1991. A música foi lançada como single e atingiu a posição de #100 na Austrália e #65 no Reino Unido.

## Singles
"I Drove All Night" foi escolhida como o primeiro single. Lauper disse que resolveu gravá-la porque gostava da ideia "de uma mulher dirigindo, de uma mulher no controle". Obteve sucesso nos Estados Unidos - sendo seu último single no top 40 dos EUA até o momento-, chegando ao número seis da tabela Billboard Hot 100. Atingiu a posição de #16 na parada musical European Hot 100 Singles, nos países do continente europeu destacou-se na Holanda (em #10), e no Reino Unido (em #7). Recebeu uma indicação ao Grammy Award para Best Female Rock Vocal Performance. O videoclipe, dirigido por Scott Kalvert e Lauper, apresenta um trecho da abertura da canção "Kindred Spirit"; Cyndi dirigindo um carro antigo; a dança típica da cantora e uma gravação projetada em seu corpo nu.
"My First Night Without You" foi o segundo single, aborda sobre voltar para casa pela primeira vez, sem um parceiro presente, após uma separação. A composição é de Lauper, Tom Kelly e Billy Steinberg. O lado B do single físico é a canção "Unabbreviated Love", que chegou a ser cantada na turnê A Night to Remember, de 1989. Atingiu a posição de #62 na parada Billboard Hot 100. Na Europa, apareceu nas tabelas de música do Reino Unido (em #53), da Bélgica (em #47) e da França (em #46). Na Austrália, atingiu a posição de #47.
"Heading West" foi o terceiro single no mundo, exceto na América do Norte, onde não foi lançado. Atingiu a posição de #68 no Reino Unido e #117 na Austrália. Em entrevista ao jornal O Globo, a cantora revelou que: ""Unconditional Love" foi escrita para (o primeiro filme de Cyndi) "Vibes". Daí, eles (executivos) tiraram e me fizeram cantar uma outra música para o filme, um cover, aquela "Hole in My Heart (That Goes all the way to china)", que não tinha nada a ver com o filme!
"A Night to Remember" foi lançada como terceiro single na América do Norte e quarto na Austrália, mas não foi lançada na Europa. Na Austrália atingiu a a posição de #145 na parada de sucessos do país.

## Recepção da crítica
| Críticas profissionais | Críticas profissionais |
| Avaliações da crítica  | Avaliações da crítica  |
| Fonte                  | Avaliação              |
| ---------------------- | ---------------------- |
| AllMusic               | [ 24 ]                 |
| Chicago Tribune        | [ 25 ]                 |
| Robert Christgau       | C+                     |
| Los Angeles Times      | [ 27 ]                 |
| The New York Times     | (Desfavorável)         |
| Rolling Stone          | [ 29 ]                 |

No que diz respeito aos críticos de música, o álbum oi recebido com avaliações mistas e desfavoráveis. 
Stephen Thomas Erlewine, do site AllMusic, avaliou com duas de cinco estrelas e escreveu que Lauper tentou se tornar uma cantora/compositora madura mas as músicas nem sempre funcionam, exceto por "I Drove All Night" que, segundo ele, "causou uma impressão duradoura" e "mostrou o que Lauper parecia tentar alcançar com o disco".
Chris Heim, do Chicago Tribune, notou que o título recebe o mesmo nome de um filme de 1958, sobre o Titanic. Ele avaliou com duas estrelas e meia de cinco e disse que nem a produção "corajosa" e a "os vocais atraentes" "conseguem melhorá-lo das suas previsíveis canções de amor".
A revista Rolling Stone e o jornal Los Angeles Times destacaram a voz de Lauper como ponto forte, enquanto observaram que o material era inconsistente.
Outros críticos foram mais severos. O jornalista do The New York Times escreveu que os vocais eram "sem alma", as canções eram "cheias de clichês" e a produção "descuidada". Robert Christgau, do jornal The Village Voice, ao compará-lo ao primeiro disco da cantora (muito elogiado por ele), afirmou: "Que embaraçoso ter colocado esperança nesta mulher."

## Desempenho comercial
Comercialmente, foi considerado um fracasso, por não obter as vendas altas dos álbuns anteriores (She's So Unusual vendeu 16 milhões e True Colors, 7 milhões), mas apesar disso obteve sucesso com a primeira música de trabalho, "I Drove All Night", que se tornou um hit Top 10, rendendo a Lauper uma indicação ao prêmio Grammy. De acordo com o livro St. James Encyclopedia of Popular Culture (Volume 3), o álbum vendeu cerca de meio milhão de cópias nos Estados Unidos.
No Reino Unido, A Night to Remember foi o maior sucesso da cantora em termos de posições na parada musical, alcançando o pico na posição de número nove.
Embora se chame A Night to Remember (Uma Noite Para Recordar, em português), Lauper jocosamente preferiu chamá-lo de A Night to Forget (Uma Noite Para Esquecer, em português), devido às críticas ruins e vendas decepcionantes, agravadas pelos problemas que ela encontrou com o produtor e namorado David Wolf⁠ durante a produção.
Apesar de não ser certificado pela RIAA, BPI e outras organizações, de acordo com o site oficial de Lauper, obteve certificados de platina na Austrália e Reino Unido e de ouro na Alemanha, Itália e Estados Unidos. Após o lançamento de todos os singles, no final de 1989, atingiu a marca de 1,3 milhão de cópias vendidas em todo o mundo.

## Lista de faixas
- Crédito adaptados do site da Sony Music Japan.[37]

| N.º            | Título                           | Compositor(es)                       | Produtor(es)               | Duração |  |
| 1.             | "Intro"                          | Cyndi Lauper                         | Cyndi Lauper, Lennie Petze | 0:27    |  |
| 2.             | "I Drove All Night"              | Tom Kelly, Billy Steinberg           | Lauper, Petze              | 4:11    |  |
| 3.             | "Primitive"                      | Lauper, Kelly, Steinberg             | Lauper, Petze              | 3:48    |  |
| 4.             | "My First Night Without You"     | Lauper, Kelly, Steinberg             | Lauper, Petze              | 3:01    |  |
| 5.             | "Like a Cat"                     | Christina Amphlett, Kelly, Steinberg | Lauper, Petze              | 3:23    |  |
| 6.             | "Heading West"                   | Lauper, Kelly, Steinberg             | Lauper, Petze              | 3:54    |  |
| 7.             | "A Night to Remember"            | Lauper, Dusty Micale, Franke Previte | Lauper, Petze              | 3:43    |  |
| 8.             | "Unconditional Love"             | Lauper, Kelly, Steinberg             | Lauper, Petze              | 3:55    |  |
| 9.             | "Insecurious"                    | Lauper, Diane Warren, Desmond Child  | Lauper, Petze              | 3:31    |  |
| 10.            | "Dancing With a Stranger"        | Lauper, Previte, Paul Chiten         | Lauper, Eric Thorngren     | 4:11    |  |
| 11.            | "I Don't Want to Be Your Friend" | Warren                               | Lauper, Petze, Phil Ramone | 4:21    |  |
| 12.            | "Kindred Spirit"                 | Lauper                               | Lauper, Petze              | 1:16    |  |
| Duração total: | Duração total:                   | Duração total:                       | Duração total:             | 41:00   |  |

## Tabelas
| Tabelas musicais(1989)             | Melhor posição |
| ---------------------------------- | -------------- |
| Austrália (ARIA)                   | 17             |
| Canadian Albums (RPM)              | 37             |
| Canadian Albums (The Record)       | 34             |
| Chilean Albums                     | 6              |
| European Albums (Top 100)          | 20             |
| French Albums (SNEP)               | 15             |
| German Albums (Offizielle Top 100) | 21             |
| Japanese Albums (Oricon)           | 3              |
| Nova Zelândia (RMNZ)               | 11             |
| South African Albums (RISA)        | 29             |
| Suécia (Sverigetopplistan)         | 32             |
| Suíça (Schweizer Hitparade)        | 18             |
| Reino Unido (UK Albums Chart)      | 9              |
| Estados Unidos (Billboard 200)     | 37             |
| Zimbabwean Albums (ZIMA)           | 10             |

| Tabelas musicais (1989)            | Melhor Posição |
| ---------------------------------- | -------------- |
| Australian Albums (ARIA)           | 56             |
| German Albums (Offizielle Top 100) | 75             |
| French Albums (SNEP)               | 48             |
| Japanese Albums (Oricon)           | 83             |

## Certificações e vendas
| Região                                                                                             | Certificação | Vendas    |
| -------------------------------------------------------------------------------------------------- | ------------ | --------- |
| Austrália (ARIA)                                                                                   | Ouro         | 35,000*   |
| Brasil (Pro-Música Brasil)                                                                         | Ouro         | 100,000   |
| Canadá (Music Canada)                                                                              | Ouro         | 50,000*   |
| Estados Unidos                                                                                     | —            | 500,000   |
| França (SNEP)                                                                                      | Ouro         | 153,400   |
| Japão (RIAJ)                                                                                       | Platina      | 145,260   |
| Resumos                                                                                            |              |           |
| Mundo                                                                                              | —            | 1,300,000 |
| *números de vendas baseados somente na certificação ^distribuições baseadas apenas na certificação |              |           |